# Калининградский район
Калининградский район — административно-территориальная единица в составе Московской области, существовавшая в 1960—1962 годах. Центр — город Калининград.
Калининградский район был образован 28 июля 1960 года в составе Московской области путём выделения из Мытищинского района.
В состав района вошли города Калининград и Красноармейск; посёлки Ашукино, Болшево, Заветы Ильича, Зеленоградский, Клязьма, Лесной, Мамонтовка, Правдинский, Софрино, Сталинский, Текстильщик и Черкизово; сельсоветы Братовщинский, Жуковский, Звягинский (селение Звягино), Луговской, Первомайский, Пушкинский, Степаньковский, Талицкий, Тарасовский, Царёвский.
20 августа 1960 года Жуковский с/с был разделён между Пушкинским, в состав которого вошли селения Грибово, Комягино, Коптелино, Левково, Невзорово, Паршино, а также территория детского дома им. Герцена, и Царёвским, которому были переданы селения Аксёнки, Введенское, Вынорки, Доровское, Жуковка, Ивошино, Нагорное, Назарово, Останкино, Старое Село, Фомкино, посёлок зверосовхоза «Пушкинский» и дома МОГЭС.
30 сентября Степаньковский с/с был переименован в Ельдигинский.
16 ноября 1961 года пгт Сталинский был переименован в Первомайский.
24 апреля 1962 года Калининградский район был упразднён, а его территория передана в восстановленный Пушкинский район.